# Glandula sublingualis

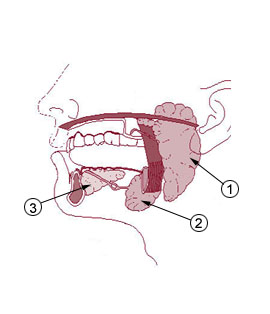
Speicheldrüsen:
1 Glandula parotidea
2 Glandula submandibularis
3 Glandula sublingualis

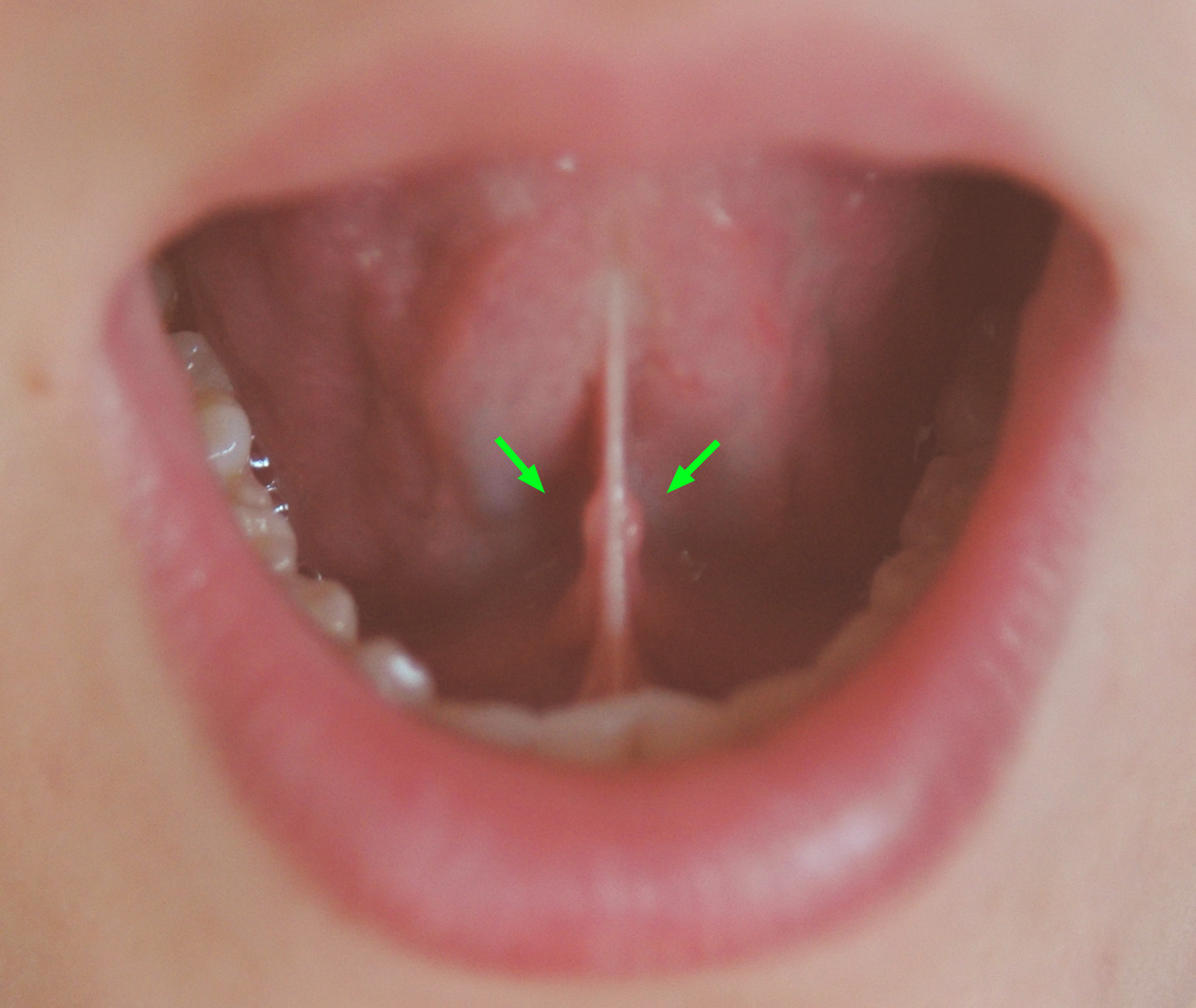
Gemeinsame Ausführungsöffnung der Unterkiefer- und Unterzungenspeicheldrüse: Caruncula sublingualis

Die Unterzungenspeicheldrüse oder Glandula sublingualis ist eine der drei großen Speicheldrüsen der Säugetiere, welche den Speichel produzieren. Die Unterzungenspeicheldrüse bildet beim Menschen ein gemischtes, jedoch überwiegend muköses Sekret.
Bei Pferden und Raubtieren ist sie ebenfalls eine gemischte Drüse, bei Paarhufern wird ein rein muköses Sekret gebildet. Wie der Name bereits verrät, liegt die Drüse unterhalb der Zunge.

## Gliederung
Die Unterzungenspeicheldrüse wird in zwei Abteilungen untergliedert.

### Glandula sublingualis major
Die Glandula sublingualis major (bei Tieren als Glandula sublingualis monostomatica bezeichnet) ist ein kompaktes Drüsenpaket mit einem gemeinsamen Ausführungsgang (Ductus sublingualis major). Dieser mündet zusammen mit dem der Unterkieferspeicheldrüse auf der Hungerwarze (Caruncula sublingualis), einer kleinen Papille seitlich des Zungenbändchens. Bei Pferden fehlt die kompakte Abteilung der Unterzungenspeicheldrüse.

### Glandulae sublinguales minores
Die Glandulae sublinguales minores, bei Tieren als Glandula sublingualis polystomatica bezeichnet, sind verstreute kleinere Drüsenpakete. Sie besitzen zahlreiche Ausführungsgänge (Rivini-Gänge), die seitlich der Zunge in den Mundhöhlenboden münden.

## Innervation
Die Innervation der Unterzungenspeicheldrüse erfolgt durch das Vegetative Nervensystem. Die parasympathischen Nervenfasern entstammen der Chorda tympani, einem Ast des siebten Hirnnerven (Nervus facialis). Diese Fasern schließen sich dem Nervus lingualis an und gelangen so zum Ganglion submandibulare (bei Tieren als Ganglion mandibulare bezeichnet), wo sie umgeschaltet werden. Die postganglionären Fasern ziehen dann zur Glandula sublingualis und innervieren auch die Unterkieferspeicheldrüse.

## Erkrankungen
Die Verlegung des Ausführungsganges kann eine blasenartige Aussackung der Mundhöhlenschleimhaut (Ranula) verursachen.